# 北西部領土 (アメリカ合衆国)
北西部領土（ほくせいぶりょうど、英: Northwest Territory, Old Northwest, Territory North West of the Ohio）は、アメリカ合衆国における建国当初の政治的区分の一つを指す。

## 概要
1787年7月13日に連合会議で可決された北西部条例により、領土の管理と州としての昇格の基準が定められた。
1789年8月7日、アメリカ合衆国憲法下のアメリカ合衆国議会で幾つかの修正が施された上で条例が再確認された。この領土にはペンシルベニア州の西、オハイオ川の北西のすべての土地が含まれた。現在の行政区画では、オハイオ州、インディアナ州、イリノイ州、ミシガン州およびウィスコンシン州となっており、ミネソタ州の北東部も含まれていた。
今日では中西部(Midwestern United States)と呼ばれることもある。領土の広さは26万平方マイル（67万3000平方キロメートル）を超えていた。
現在のアメリカ合衆国での北西部とは、オレゴン州、モンタナ州など太平洋とカナダに接する地域一帯を指す。
またカナダのノースウエスト準州（北西準州）は北極海に近い領域であり、本稿の北西部領土とは接していない。
なお、領土の英語TerritoryまたはTerritoriesは、準州と訳されることがあるが、アメリカ合衆国憲法が適用され独自の政府と議会を持つようになってから「準州」を適用することになる。

## 歴史

### 北米植民地戦争からアメリカ独立戦争まで
この地域の探検は17世紀フランスの毛皮交易商によって始められた。フランスの探検家ジャン・ニコレが1634年にこの地域に入ったという記録が残されている。フランスは地域中のあちこちに基地を設けて支配地域を拡げていった。しかし、フレンチ・インディアン戦争を終わらせる1763年のパリ条約で、フランスはイギリスにこの地域を割譲した。
同じ1763年にアメリカ州の先住民族によるポンティアック戦争が起こり、イギリスは先住民族を宥めるために1763年宣言を発して、アパラチア山脈から西に白人が入ることを禁じた。しかし、このことが拡張を目指すアメリカ植民地人を怒らせ、アメリカ独立戦争を引き起こす一因となった。

### パリ条約からグリーンヴィル条約・ジェイ条約まで
イギリスはアメリカ独立戦争を終わらせる1783年のパリ条約で、アメリカ合衆国にオハイオ川の北およびアパラチア山脈の西のこの地域を割譲したが、その後も長い間、既存の砦を拠点とした軍事的な占拠を続けた。

独立時13植民地の西方領土に対する領有要求とその放棄の状況

独立戦争の途中から既に、幾つかの植民地による西方領土領有要求が始まっていた。その植民地とは、バージニア植民地、マサチューセッツ植民地、ニューヨーク植民地およびコネチカット植民地であった。1777年11月に大陸会議で採択された連合規約は即座に批准のために13植民地に送られたが、その批准が完了するのは3年以上経った1781年3月となった。この遅れの原因は、メリーランド植民地のような西方領土の領有要求をしていない植民地が、領有要求をしている植民地の要求を却下しない限り連合規約を批准しないという態度に出たためであった。メリーランド植民地などは、連合規約にうたわれる連邦政府ができた時に、他の植民地の領土が拡がることで政治的なバランスが崩れることを恐れていた。批准を得るための折衝の結果として、合衆国政府に領有要求をしていた植民地が次々と取り下げることになった。ニューヨークは1780年に、バージニアは1784年に、マサチューセッツとコネチカットは1785年に取り下げた。この結果北西部領土の大半はどの植民地にも属さないで、合衆国政府に所有される公共の土地となった。ただし、バージニアとコネチカットは退役軍人に対する補償として、2つの領域を留保した。バージニア軍事地域とコネチカット西部保留地であった。
1785年の公有地条例により、北西部領土の中で売却可能な単位の土地を測量調査する標準的な仕組みが作られた。オハイオ地域は既に異なるやり方で数回、部分的な測量調査が行われていたが、その結果オハイオは測量調査された土地の継ぎ接ぎになっていた。北西部領土の残りの地域は、ほぼ均一な矩形の郡区と区域に分割され、売却と開発ができるようにされた。
1787年7月13日に北西部条例が可決された頃の北西部領土人口は、およそ45,000人の先住民族とフランス人かイギリス人からなる2,000人の交易業者であった。公式には1788年4月7日にオハイオのマリエッタに入植したのがアメリカ合衆国にとっての初めとなっている。1788年7月15日、アーサー・セントクレアがマリエッタに正式な政府を作った。セントクレアの最初の計画では領土を5つの郡に分割する予定だった。ワシントン郡（オハイオのサイオト川の東）、ハミルトン郡（オハイオのサイオト川とマイアミ川の間）、ノックス郡（インディアナと東部イリノイ）、セントクレア郡（イリノイとウィスコンシン）およびウェイン郡（ミシガン）であった。
アメリカの拡張にとって、先住民族との関係および居座りを続けるイギリスの交易基地の存在が障害となった。先住民族との間に長く続いた戦争（北西インディアン戦争）は、1794年のフォールン・ティンバーズの戦いでアンソニー・ウェイン将軍がインディアン種族同盟軍を破り、1795年のグリーンヴィル条約でひとまずの決着を見た。イギリスとの関係では、1794年のジェイ条約で一時的ではあるが円滑な関係を築いた。
1800年7月4日、インディアナ準州を分割して、北西部領土（準州）は今日のオハイオのみとなり、州昇格の準備を始めた。1803年3月1日、オハイオ州がアメリカ合衆国の州として認められ、北西部領土は消滅した。

### 米英戦争
1780年代のこの地域の人口では、まだイギリス市民の人口が上回っていたが、この地域の人口で合衆国市民がイギリス市民を逆転するにつれて、北西部領土でのイギリスとの関係がうまくいかなくなったことが、米英戦争（1812年 – 1815年）の原因の一つになった。米英戦争を終わらせる1814年のガン条約により、イギリスが最終的に北西部領土に対する主張を引っ込めることになった。

## 法律と政府
北西部領土は当初、軍法を修正した形の法を持った。領土知事は同時に領土内軍隊の上級士官でもあり、また立法上も行政上も権限を併せ持っていた。しかし、最高裁判所が作られ、知事と裁判所が立法権を持ち合うという形だった。特定地域の人口が一定数に達すると郡政府が置かれ、その地域の行政と司法を管轄した。最初にできた郡はワシントン郡で1788年にマリエッタにおかれた。シンシナティに置かれたハミルトン郡は1790年に続いた。これらの地域は後にオハイオ州の一部となった。
開拓者の数が5,000人を超えた地域は、準州政府が作られることになったが、この事例は1798年が初めだった。北西部条例に規定された政府のあらゆる機能が設けられた。議会は下院と委員会で構成される、二院制にちかいものとなった。下院は各郡から2名の代議員、合計22名で構成された。続いて下院が10名の市民を指名して委員会委員候補とした。この候補者名簿をアメリカ合衆国議会に送り、合衆国議会がその中の5名を委員に指名した。この議会で準州の立法を担当したが、準州知事は拒否権を留保していた。
北西部条例に含まれる盟約条項の第6条は、領土内での奴隷の所有を禁じていた。しかし、準州政府は年季奉公契約法を使って巧みに法の網を逃れた 。盟約条項は領土内での宗教に基づく法的な差別も禁じていた。
トーマス・ジェファーソンが考案した郡区制は1785年の公有地条例によって、初めて北西部領土に導入された。北西部領土の矩形測量のやり方は中西部への拡大時にも先例として使われた。区域、郡区、郡（および州）が科学的に区割りされ、土地が迅速かつ効率的に売却された（投機的な逸脱がなかったとは言い切れない）。

## 指導者

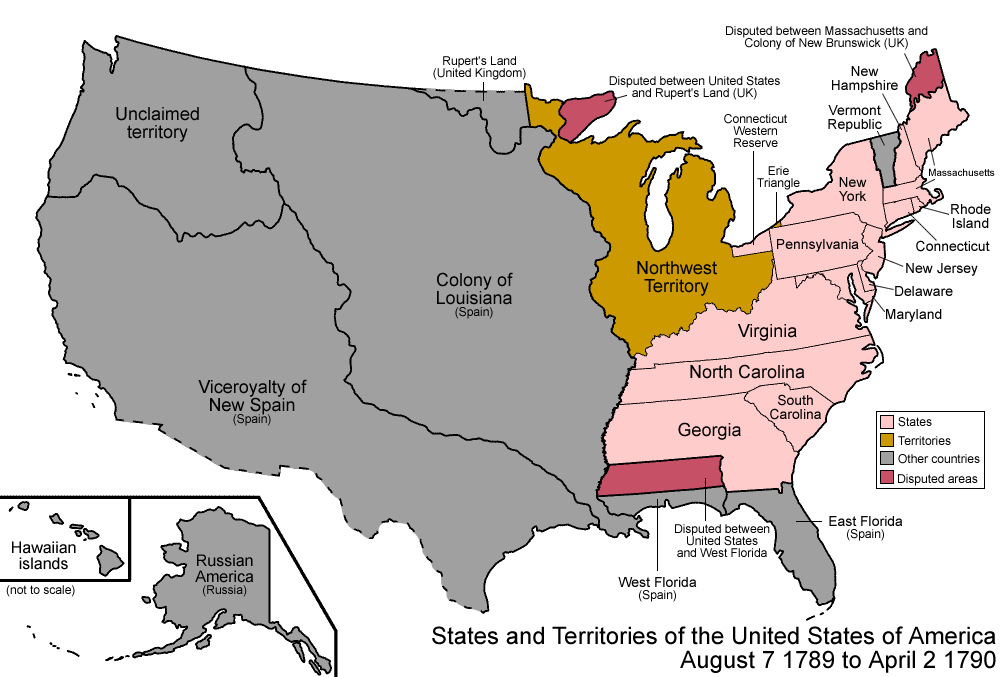
アメリカ合衆国の領土拡大

アーサー・セントクレアが北西部領土の最初の知事であった。最初の最高裁判所判事は、ジョン・クリーブス・シムズ、ジェイムズ・ミッチェル・バーナムおよびサミュエル・ホールデン・パーソンズであった。3人の補佐官（政務長官）が歴任した。ウィンスロップ・サージェント(1788年7月9日-1798年5月31日)、ウィリアム・ハリソン(1798年6月29日-1799年12月31日)、およびチャールズ・ウィリング・バード(1800年1月1日-1803年1月15日)であった。
1798年、北西部領土からアメリカ合衆国議会に投票権の無い代表を送り出せることになった。準州議会が代表を選んだ。代議員はウィリアム・ハリソン (1799年-1800年)、ウィリアム・マクミラン (1800年-1801年)、ポール・フェアリング (1801年-1803年)であった。